# Leopold Schmidt
Leopold Schmidt (Berlín, 2 d'agost de 1860 - Berlín, 1927) fou un compositor alemany. Al mateix temps seguia els cursos de la Reial Escola de Música i de la Universitat de Berlín fou nomenat director d'orquestra del teatre de Heidelberg; l'any següent exercí idèntiques funcions al Friedrich-Wilhelmstadt, de Berlín, i després als teatres municipals de Zúric i Halle. El 1897 aconseguí la càtedra d'història de la música en el Conservatori Stern i el 1912 la del Conservatori Scharwenka. També va exercir molts anys la crítica musical al Berliner Tageblatt. Va editar diverses obres d'autors antics.Com a compositor se li deuen una sonata per a violí, cors i melodies vocals. Molt més nombroses i importants són les seves obres de literatura musical, entre les quals hi ha:
- Zur Geschichte der Märchenoper, (1896)
- G. Meyerbeer, (1898)
- Haydn, (1898)
- Geschichte der musik in XIX Jahr, (1901)
- Bachs H. Moll Messe, (1901)
- Glucks-Orpheus, (1901)
- Moderne musik, (1904)
- Tommesister des XIX Jahr, (1908)
- Aus dem musikleben der Gegenwart, (1908-1912)
- Mozart, (1909)
- Beethoven, (1909)